# Nonmifregaunca
Nonmifregaunca è un singolo del rapper italiano Ketama126, pubblicato il 10 aprile 2020 come terzo estratto dal quarto album in studio Kety.

## Video musicale
Il videoclip del singolo, diretto da Trash Secco e Valentina Belli, fu pubblicato il 15 aprile 2020 sul canale YouTube del rapper.

## Tracce
1. Nonmifregaunca – 3:05 (testo: Piero Baldini – musica: Ketama126)

## Classifiche
| Classifica (2020) | Posizione massima |
| ----------------- | ----------------- |
| Italia            | 98                |